# Arderique
Arderique es un libro de caballerías anónimo, publicado por primera vez en Valencia en 1517, por el impresor Juan Viñao, con el título de Libro del esforzado caballero Arderique: en el cual se cuenta el proceso de sus amores: las hazañas muy señaladas y casos de mucha ventura en que se halló y en fin cómo vino a ser casado con la señora Leonor hija del duque de Normandía y heredera del estado: es traducido de lengua extranjera en la común castellana.

## Reseña
No se conoce con claridad el origen de esta obra. Un libro del mismo título circulaba ya manuscrito en Valencia en 1477, y esto y varias peculiaridades lingüísticas permiten suponer que fue escrito originalmente en catalán, aunque también se ha planteado la posibilidad de que la obra fuese originalmente francesa. La edición de 1517 fue corregida fue por el bachiller Juan de Molina, originario de Ciudad Real, que destacó en los círculos literarios valencianos entre 1515 y 1550.
Arderique lleva un prólogo erudito y latinizante, escrito probablemente por el bachiller Molina, y dirigido al aristócrata y poeta valenciano Jerónimo d'Artés. La obra, que se inicia con la muerte del legendario Rey Arturo, pero que en realidad tiene poco que ver con las obras artúricas, está dividida en tres libros, que contienen respectivamente 27, 25 y 22 capítulos. En ella se relatan las aventuras de Arderique, hijo de un barón normando llamado Micer Borbón, y sus amores con Leonor, hija del duque Arnaldo de Normandía, con la cual contrae nupcias. Concluye con la apacible muerte de ambos protagonistas, ya de avanzada edad, y la consabida referencia a una continuación, destinada a relatar los hechos de su hijo Galter, Emperador de Alemania.